# Черепетское водохранилище
Черепе́тское водохрани́лище — искусственный водоём в среднем течении реки Черепеть, располагается на территории Тульской области России.
Водохранилище было создано при строительстве Черепетской ГРЭС для нужд предприятия. Выполняет охладительную функцию. Является третьим по величине искусственным водоёмом в Тульской области после Пронского и Шатского водохранилищ.
Площадь поверхности — 8 км². Площадь водосборного бассейна — 509 км². Длина береговой линии — 22 км.
В зону затопления попали деревни Воробьёвка и Васильевское.
На северном берегу находится пгт Агеево, на южном Черепетская ГРЭС и город Суворов.
Жителями близлежащих населённых пунктов активно используется для рыбной ловли. В зимний период область вблизи ГРЭС не замерзала из-за циркуляции теплой воды. После сооружения двух градирен для Черепетской ГРЭС сброс телых вод прекратился. Продуктивность биорыбной массы резко снизилась. Водоем вошел в естественное состояние.

## Фауна
Основные виды рыб, обитающие в водохранилище:
- белый амур
- ёрш
- карась серебряный
- карп
- карп зеркальный
- окунь
- пескарь
- плотва
- стерлядь
- толстолобик
- уклейка
- форель
- черный амур
- щука